# قلادة آنا
«قلادة آنا» (بالروسية: Анна на шее)‏ هي قصة من تأليف الكاتب الروسي أنطون تشيخوف، كتبها عام 1895، وتتميز باستكشافها للمواضيع الاجتماعية وتصويرها لتعقيدات العلاقات الإنسانية. تدور القصة حول شخصية آنا أكيموفنا، وهي امرأة شابة تزوجت من مسؤول حكومي ثري ولكن غير جذاب يُدعى أندريه إيونيتش ستارتسيف. على الرغم من الاختلاف في العمر، تجد آنا نفسها منجذبة إلى ثروة ستارتسيف ومكانته الاجتماعية، ومع ذلك، مع تقدم زواجهما، تصاب آنا بخيبة أمل متزايدة تجاه زوجها وحياتهم المنزلية الخانقة، فهي تتوق إلى الإثارة والحرية، وفي النهاية تجد العزاء بصحبة فنان ساحر ولكن غير موثوق به يُدعى ريابوفسكي. بينما تتصارع آنا مع رغباتها المتضاربة، يجب عليها أن تواجه عواقب اختياراتها والقيود المفروضة عليها.
ظهرت نسخة مترجمة للعربية من ترجمة الكاتب المصري أبو بكر يوسف.

## النشر
قدم تشيخوف القصة إلى فاسيلي سوبوليفسكي، محرر روسكي فيدوموستي، في 15 أكتوبر 1895، ونُشِرَت في العدد رقم 292 من الصحيفة في 22 أكتوبر 1895.
ضُمِنت في نسخة منقحة، مقسمة إلى فصلين وضمت تفاصيل إضافية لتعزيز شخصية البطلة، في المجلد 9 من أعمال تشيخوف المجمعة، التي نشرها أدولف ماركس بين عامي 1899 و1901. في هذه النسخة النهائية، سُرِدَ الجزء الأخير من القصة بالكامل من وجهة نظر البطلة، وصُوِرَت على أنها أكثر ثقة بالنفس وبعيدة عن عائلتها. أُضيفَت عناصر ساخرة أيضًا لتصوير شخصية أليكسييفيتش بشكل أكثر وضوحًا.

## ملخص القصة
في دفتر تشيخوف الأول (صفحة 47)، أوجز تشيخوف حبكة «قلادة آنا»، كان لم يكتبها بعد: «تدور أحداث القصة حول فتاة فقيرة، طالبة في صالة للألعاب الرياضية، لديها خمسة إخوة، تتزوج من مسؤول دولة ثري معروف ببخله ومطالبته بالتبعية، كما أنه يحتقر أقاربها. على الرغم من تعرضها لسوء المعاملة إلا أنه تتحمل كل هذا وتحاول ألا تتجادل معه لتجنب العودة إلى الفقر، تأتي إليها دعوة مهمة لحدث رياضي، وهنا تسبب ضجة، تصبح مركز الاهتمام وتجذب شخص مهم يفتتن بها، وتصبح عشيقته. وبما أن رؤساء زوجها يظهرون لها الآن الاحترام، فإنها تعامل زوجها بازدراء». حبكة القصة الفعلية مشابهة.
عنوان القصة "قلادة آنا" هو تلاعب بالكلمات وله معنى مزدوج، يشير إلى وسام القديسة آنا وطريقة ارتدائه. حصل زوج آنا، موديست أليكسيتش، للتو على وسام القديسة حنة من الدرجة الثانية، وهو صليب من المفترض أن يُرتدى حول الرقبة.

## تحليل

### المواضيع
تستكشف القصة عدة مواضيع متكررة في أعمال تشيخوف، بما في ذلك:
- الطبقة الاجتماعية والزواج: تتناول القصة دور الطبقة الاجتماعية في تشكيل اختيارات الأفراد وتطلعاتهم. يعكس قرار آنا بالزواج من ستارتسيف الضغط المجتمعي لتأمين الاستقرار المالي والمكانة، حتى على حساب السعادة الشخصية.
- النسوية: من خلال شخصية آنا، يستكشف تشيخوف القيود المفروضة على المرأة في المجتمع الروسي. رغبة آنا في الاستقلال وتحقيق الذات تعرقلها التوقعات المجتمعية والأعراف المتعلقة بالجنسين، مما يسلط الضوء على التحديات التي تواجهها المرأة في تأكيد استقلاليتها.
- الاغتراب وخيبة الأمل: تتعمق القصة في موضوع الاغتراب، حيث تتصارع آنا مع مشاعر الانعزال وعدم الرضا في زواجها، إن خيبة أملها المتزايدة تجاه ستارتسيف وقيود الحياة البرجوازية تؤكد موضوع الملل الوجودي السائد في أعمال تشيخوف.[9]

### النمط الأدبي
تتميز القصة بواقعية تشيخوف المميزة وعمقه النفسي. يستخدم تشيخوف أسلوبًا سرديًا منضبطًا، مع التركيز على الفروق الدقيقة في الشخصية والعاطفة لنقل الاضطراب الداخلي لأبطاله. من خلال الأوصاف الحية والحوار الدقيق، يرسم تشيخوف صورة حية للمجتمع الروسي في مطلع القرن العشرين، مصورًا التوترات بين التقليد والحداثة، والامتثال والفردية.

## الاستقبال
قارن الكاتب والناقد يوري جوفوروخا-أوتروك في مراجعة أكتوبر 1895 قصة تشيخوف بحبكات مماثلة كتبها ألكسندر أستروفسكي، وأشار إلى أنه بينما كان أوستروفسكي يهدف إلى الدراما والمأساة، كان نهج تشيخوف يميل أكثر نحو الكوميديا، وهو الأسلوب الذي طوره في أعماله السابقة.
حلل الناقد يوري دياجليف في عام 1904 (الذي كان يكتب تحت الاسم المستعار يو. تشيريدا) قصة «قلادة آنا» وقصة «المنزل الذي به طابق ميزانين» بناءً على تصوره الخاص. كان يعتقد أن تشيخوف ودوستويفسكي كانا أساتذة في كتابة الاحتفالات المتعلقة بـ"سعادة الفقراء".

## وصلات خارجية
- Анна на шее، النص الأصلي باللغة الروسية.
- Анна на шее (اليوتيوب، ساعة و22 دقيقة)، الفيلم السوفياتي المقتبس من إيزيدور أنينسكي مع آلا لاريونوفا بدور آنا، عام 1954.